# Maurice Bavaud
Pour les articles homonymes, voir Bavaud.
Maurice Bavaud, né le 15 janvier 1916 à Neuchâtel et mort exécuté le 14 mai 1941 à Berlin-Plötzensee, est un citoyen suisse qui tenta d'assassiner Adolf Hitler en 1938.

## Biographie
Fils d'Alfred Bavaud, employé postal, et d'Hélène Steiner, il fut élève chez les Frères des Écoles chrétiennes, entama un apprentissage de dessinateur technique, puis entra en 1936 au séminaire de Saint-Ilan (Langueux, Bretagne) pour devenir missionnaire. 
Il se rend en Allemagne le 9 octobre 1938, s'établissant à Munich et Berchtesgaden selon les allées et venues d'Hitler. Il a alors l'intention d'abattre ce dernier le 9 novembre — à la veille de la nuit de Cristal — lors d'une marche commémorative à Munich, se posant en supporter nazi enthousiaste venu de Suisse pour voir Hitler (dans le but d'obtenir un bon emplacement). Il sort un petit pistolet Schmeisser de calibre 6,35 mm acheté à Bâle, mais ne tire pas car il est trop loin d'Hitler et gêné par les spectateurs devant lui qui font le salut hitlérien. Bavaud tente de s'approcher d'Hitler dans les jours qui suivirent, mais abandonne et part pour Paris. Il est arrêté et remis par la Reichsbahnpolizei à la Gestapo, car il n'a pas de billet de train au contrôle. C'est alors que son arme et des documents compromettants sont découverts sur lui. Bavaud admet finalement ses plans d'assassinat sous la torture et se trouve conduit devant le « Tribunal du peuple » (Volksgerichtshof) le 18 décembre 1938, motivant son projet par le fait qu'Hitler est un danger pour l'humanité en général, pour l'indépendance suisse et pour le catholicisme en Allemagne. La diplomatie suisse ne tente alors rien pour sauver Bavaud. Hans Fröhlicher, ambassadeur suisse favorable au nazisme à la Légation de Berlin, condamne même publiquement la tentative d'assassinat. Le Département militaire suisse n'accepte pas l'offre des Allemands d'échanger Bavaud contre un espion allemand. Bavaud est condamné à mort et guillotiné à la prison de Plötzensee au matin du 14 mai 1941, sans intervention des conseillers fédéraux Marcel Pilet-Golaz ou Giuseppe Motta.
Dans le cadre de cette affaire, le Français Marcel Gerbohay, étudiant au séminaire comme Bavaud, qui aurait poussé ce dernier à son acte a également été condamné et exécuté à Berlin en 1943.

## Réhabilitation
Son père tente de le faire réhabiliter, ce qui conduit à la décision judiciaire du 12 décembre 1955 qui annule la condamnation à mort, mais condamne Bavaud à titre posthume à cinq ans d'emprisonnement. La cour indique que la vie d'Hitler était protégée par la loi comme celle de n'importe quelle autre personne. Un second verdict de 1956 annule la condamnation à la prison et le gouvernement allemand est condamné à payer à la famille Bavaud la somme de 40 000 francs suisses en guise de réparation.
Resté relativement inconnu, son geste est célébré en 1976 par le dramaturge Rolf Hochhuth, qui le voit comme un « nouveau Guillaume Tell ». L'historien Klaus Urner relativise en 1980 l'image héroïque de Hochhuth en analysant les aspects psychologiques de la motivation de Bavaud. Le Conseil fédéral, en 1989 et à nouveau en 1998 et 2008, admet que les autorités suisses de l'époque n'avaient pas fait suffisamment pour sauver Bavaud.
L'écrivain suisse alémanique Niklaus Meienberg écrivit en 1980 le livre Maurice Bavaud a voulu tuer Hitler.  
Un film au même titre a été réalisé, inspiré par Niklaus Meienberg, par Villi Hermann. En 1998, la ville de Neuchâtel fait poser une plaque de rue commémorative.  
Maurice Bavaud est réhabilité le 7 novembre 2008 par le président de la Confédération suisse Pascal Couchepin. En 2011, une stèle commémorative est érigée à Hauterive dans le canton de Neuchâtel.
En 2023, le film A Forgotten Man de Laurent Nègre revient sur le parcours de l'ambassadeur Hans Fröhlicher.